# フレデリク4世 (シュレースヴィヒ＝ホルシュタイン公)
フレデリク4世（Frederik IV, 1671年10月18日 - 1702年7月19日）は、シュレースヴィヒ＝ホルシュタイン＝ゴットルプ公（在位：1695年 - 1702年）。クリスティアン・アルブレヒトとデンマーク＝ノルウェー国王フレゼリク3世の娘フレゼリゲ・アメーリエの長男としてゴットルプに生まれた。

## 生涯
1695年、父の死により公爵位を継承した。ホルシュタイン＝ゴットルプ家は本家のオルデンブルク家（デンマーク王家）のみならず、当時のスウェーデン王家であるプファルツ＝クレーブルク家とも繋がりがあった。フレデリク4世の伯母ヘトヴィヒ・エレオノーラはスウェーデン国王カール11世の母であった。さらにその息子カール12世、デンマーク＝ノルウェー国王フレデリク4世、ザクセン選帝侯兼ポーランド国王 アウグスト2世、そしてシュレースヴィヒ＝ホルシュタイン＝ゴットルプ公フレデリク4世の4人は、いずれもデンマーク国王フレゼリク3世の孫であり、互いに従兄弟の関係にあった。
そうした関係の中でフレデリクは、デンマークよりもスウェーデンを重視し、スウェーデンとの同盟関係を強化した（デンマーク国王とのシュレースヴィヒ公国内のゴットルプ公領の相続権を巡る紛争が続いており、カール11世が調停を行っていた）。さらに1697年には、カール12世の姉である従妹ヘドヴィグ・ソフィアと結婚した。この結婚によって、フレデリク4世はスウェーデン王位継承権をも獲得した。フレデリク4世はヘドヴィグ・ソフィアやカール12世が幼少の頃から面識があり、彼らの兄代わりでもあったという。
1700年に大北方戦争が始まると、デンマーク国王フレゼリク4世はスウェーデンの同盟国であるシュレースヴィヒ＝ホルシュタイン＝ゴットルプ公国に侵攻した。フレデリク4世はスウェーデンに助けを求め、カール12世はデンマークに侵攻してこれを屈服させた。この年に結ばれたトラヴェンタール条約によって、公国の安全は保証された。
この後、フレデリク4世はカール12世と戦陣を共にしたが、1702年にポーランド遠征のクリシュフの戦いで戦死した。30歳だった。
この年、新たにシュレースヴィヒ＝ホルシュタイン公の後継者となったカール・フリードリヒは生まれたばかりであり、フレデリク4世の弟クリスティアン・アウグストが摂政となった。1751年にスウェーデン国王となったアドルフ・フレドリクはクリスティアン・アウグストの子で、フレデリク4世の甥であった。また、カール・フリードリヒはロシア皇帝ピョートル1世の娘アンナと結婚したが、2人の間の子カール・ペーター・ウルリヒは、アンナの姉エリザヴェータの後継者として皇帝ピョートル3世となった。
| 先代 クリスチャン・アルブレヒト | シュレースヴィヒ＝ホルシュタイン＝ゴットルプ公 1695年 - 1702年 | 次代 カール・フリードリヒ |